# Aygün Kazımova
Aygün Ələsgər qızı Kazımova (Bakú, 26 de enero de 1971) es una actriz, cantante de pop y compositora azerí.

## Logros profesionales
Aygün Kazımova es una de las cantantes azeríes con mayores ventas en su país. Comenzó su carrera en 1988, después de haber ganado en la festival musical El Otoño de Bakú. Ha actuado en conciertos benéficos para huérfanos, y también fuera de Azerbaiyán.
En 2005 obtuvo el papel principal del musical Xari bulbullar, dirigido por Arif Qaziyev. Kazımova también trabajó como presentadora de televisión, aunque con poco éxito.
Aygün Kazımova es la presidenta actual del concurso Best Model of Azerbaijan.[actualizar]

## Vida personal
Aygün estudió en la Escuela Media #12, donde practicaba el balonmano, y llegó a jugar en la selección de balonmano de Azerbaiyán.
Kazımova está separada y tiene una hija. La prensa azerí suele especular sobre sus relaciones, incluyendo al cantante Namiq Qarachuxurlu.

## Álbumes
- Sevgi gülləri (1997)
- Ey mənim dünyam (1999)
- Aygün (2000)
- Sevdim (2001)
- Son söz (2004)
- Sevərsənmi? (2005)
- Aygün Kazımova, v. 1 (2008)
- Aygün Kazımova, v. 2 (2008)
- Aygün Kazımova, v. 3 (2008)
- Aygün Kazımova, v. 4 (2008)
- Estrada (2008)
- Coffee from Colombia (2014)